# Psalis pennatula
Psalis pennatula är en fjärilsart som beskrevs av Fabricius 1793. Psalis pennatula ingår i släktet Psalis och familjen tofsspinnare. Inga underarter finns listade i Catalogue of Life.